# Rhombolytrum monandrum
Rhombolytrum monandrum là một loài thực vật có hoa trong họ Hòa thảo. Loài này được (Hack.) Nicora & Rúgolo miêu tả khoa học đầu tiên năm 1981.